# Ladyginia afghanica
Ladyginia afghanica là một loài thực vật có hoa trong họ Hoa tán. Loài này được (Gilli) Pimenov & Kljuykov mô tả khoa học đầu tiên năm 1992.